# اس‌اس اتینا (۱۹۰۸)

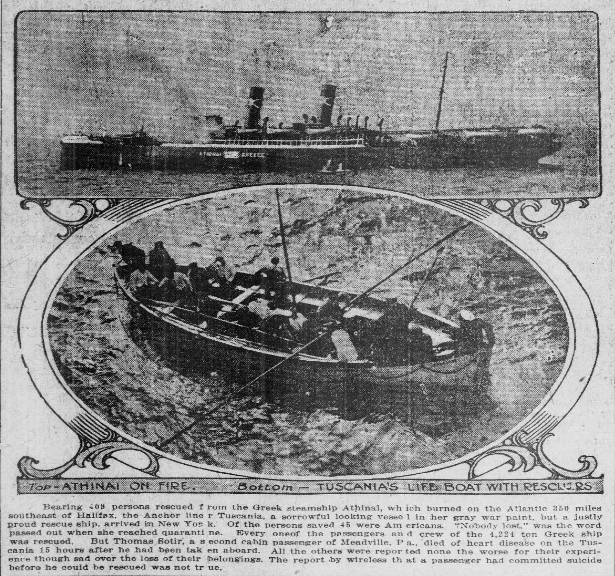
اس اس آتینا در آتش

اس‌اس اتینا (۱۹۰۸) (به انگلیسی: SS Athinai (1908)) یک کشتی بود که طول آن ۴۲۰ فوت (۱۳۰ متر) بود. این کشتی در سال ۱۹۰۸ ساخته شد.